# Renato Pereira
Renato Pereira (Wenceslau Braz, 5 de janeiro de 1985) é um escritor e professor brasileiro. Atualmente preside a Academia de Letras do Noroeste do Rio Grande do Sul.
Sua atuação na área da literatura levou a ser um dos escritores presentes na biobibliografia do noroeste do Rio Grande do Sul.

## Biografia
Renato Pereira é um escritor e professor brasileiro, natural do Paraná, com formação em Geografia em nível de doutorado. É descendente do ouvidor da capitania Simão de Toledo Piza e da primeira leva de emigrantes açorianos para o território brasileiro.
Recebeu reconhecimento pela participação em programas de fomento e incentivo à cultura do Estado do Paraná e do Rio Grande do Sul.

## Obras publicadas
- 2023 - Mãe d'água (Panaro Editores)
- 2021 - O time de cuco (Panaro Editores)
- 2016 - Genealogia para iniciantes e Introdução à Pesquisa Genealógica (Editora Trilobita)